# Le Morning Night
 (janvier 2021).
Si vous disposez d'ouvrages ou d'articles de référence ou si vous connaissez des sites web de qualité traitant du thème abordé ici, merci de compléter l'article en donnant les références utiles à sa vérifiabilité et en les liant à la section « Notes et références ».
Le Morning Night est une émission de télévision française diffusée depuis le 19 mars 2020 sur M6. Cette émission est une déclinaison de la matinale Morning Live diffusée de 2000 à 2003 sur la même chaîne.

## Historique
En janvier 2020, Michael Youn annonce le retour du Mornight Live sur M6, 20 ans après la première diffusion du Morning Live. 
En février 2020, il est annoncé qu'une émission dérivée du Morning Live, en prime-time centrée autour du participant avec l'ancien mégaphone des parodies, des sketchs, et le tube du grenier, serait en préparation pour le printemps 2021[pas clair].
Le tournage a eu lieu avant les mesures de confinement avec du public et des invités. Tournée et enregistrée début février 2020, la première émission est diffusée le 19 mars 2020. La deuxième émission est diffusée le 19 janvier 2021. L’émission fait son retour pour une 3e édition le 2 novembre 2023 après plus de 2 ans d’interruption dû à la pandémie de Covid-19.

## Audiences
| № | Date de diffusion | Invités                                                                                                   | Audiences | Part de marché (sur les 4 ans et plus) | Part de marché (FRDA-50) | Classement | Réf.  |
| - | ----------------- | --- | --------- | -------------------------------------- | ------------------------ | ---------- | ----- |
| 1 | 19 mars 2020      | - Philippe Lacheau - Arnaud Ducret - François-Xavier Demaison - Claudia Tagbo - Inès Reg - Audrey Fleurot | 3 420 000 | 14,8 %                                 | 28,9 %                   | 2e         | [ 1 ] |
| 2 | 19 janvier 2021   | - Bigflo et Oli - Jamel Debbouze - Jarry - Jenifer - Isabelle Nanty                                       | 2 040 000 | 9,7 %                                  | 21 %                     | 3e         | [ 2 ] |
| 3 | 2 novembre 2023   | - Philippe Lacheau - Tarek Boudali - Élodie Fontan - Ahmed Sylla - Kev Adams - Virginie Hocq              | 1 840 000 | 9,3 %                                  | 22 %                     | 3e         | [ 3 ] |
| 3 | 2 novembre 2023   | - Philippe Lacheau - Tarek Boudali - Élodie Fontan - Ahmed Sylla - Kev Adams - Virginie Hocq              | 1 490 000 | 10,3 %                                 |                          | 3e         | [ 3 ] |
| 4 | 3 janvier 2024    | - Jeff Panacloc - Franck Dubosc - Reem Kherici - Mcfly et Carlito - Caroline Anglade                      | 1 470 000 | 7,3 %                                  | 18 %                     | 4e         | [ 4 ] |
| 4 | 3 janvier 2024    | - Jeff Panacloc - Franck Dubosc - Reem Kherici - Mcfly et Carlito - Caroline Anglade                      | 1 330 000 | 8,4 %                                  | 19,3 %                   | 4e         | [ 4 ] |